# Close to Me
«Close to Me» es el decimotercer sencillo editado por la banda británica The Cure. Fue lanzado como segundo sencillo del álbum The Head on the Door. Alcanzó el cuarto puesto entre los más vendidos en Irlanda y la séptima posición en Australia. El relanzamiento de 1990 se convirtió en el decimotercero más vendido Reino Unido.

## Composición
Existen dos versiones de "Close to Me", una con una sección de viento y otra sin ella. La versión sin la sección de viento es la que se contiene originalmente en el álbum The Head on the Door, mientras la otra es la que aparece en el sencillo. La sección de viento fue adaptada de una marcha fúnebre tradicional de Nueva Orleans. La remezcla extendida para el sencillo de 12 pulgadas contiene un arreglo extendido de dicha sección de viento. Las versiones con instrumentos de viento también contienen, al comienzo del tema, un sonido largo y chirriante de una puerta al cerrarse. Este sonido fue extraído del comienzo del vídeo musical que se grabó para este tema, en el que aparece la banda atrapada en un armario que cae de un acantilado y se hunde en el mar. La letra contiene las palabras "My head on the door" (inglés: mi cabeza en la puerta), que inspiraron el título para el álbum.

## Vídeo musical
El vídeo, escrito y dirigido por el director habitual del grupo, Tim Pope, fue incluido en un recopilatorio de mejores discos musicales de la cadena musical VH1 en febrero de 2007.
En el vídeo, la banda aparece encerrada dentro de un armario que cuelga al borde de un acantilado. Tras la culminación del esquema musical de la canción, que se construye instrumento a instrumento (comenzando solo con la batería, añadiendo después el bajo, los teclados etcétera), todo el grupo aparece dentro del armario, tocando "instrumentos" inusuales. Boris Williams aparece tocando las palmas al ritmo. Lol Tolhurst está tocando un teclado minúsculo. Porl Thompson en la parte superior, está punteando un peine, que representa los sonidos agudos. Robert Smith aparece por la parte trasera del armario y comienza a cantar, jugando al mismo tiempo con marionetas. Estas parecen ser muñecos vudú de los miembros de la banda, ya que cuando las mueve, el miembro correspondiente se mueve. El movimiento de los muñecos se hace más violento, causando que los miembros reales choquen con las paredes del armario, lo que acaba provocando que este se precipite desde el acantilado al mar. A medida que el armario se hunde en las profundidades, se llena de agua, pero los miembros de la banda continúan, impertérritos, tocando sus "instrumentos". El vídeo acaba con el armario lleno de agua, y un miembro del grupo moviendo un patito de goma por la pantalla.

## Remix 1990
Una versión remezcla de «Close to Me» se lanzó como vigesimocuarto sencillo de la banda y promocionó su álbum de 1990 Mixed Up. Alcanzó el puesto 13 en las listas británicas y el 97 en las estadounidenses. El corte principal fue editado en dos versiones distintas, «Closer Mix» incluido en la edición de 12" y el CD de edición limitada, y el «Closest Mix», incluido en la edición de 7" y el CD normal. Ambas versiones están disponibles en la edición en casete. «Closest Mix» también se encuentra en el recopilatorio de sencillos Galore, de 1997.
La remezcla tuvo su propio video musical, cuya trama retoma la historia donde había terminado el original. Smith sale de un armario y un pulpo lo ataca (mismo animal al que se ve tocando la trompeta más adelante). Tras una lucha, los demás miembros de la banda tratan de huir mientras una estrella de mar arremeta contra ellos. El vídeo acaba sin que ninguno de los miembros de la banda consiga alcanzar la superficie, a pesar de que pueden ver un barco pasando sobre sus cabezas.

## Lista de canciones
| Sencillo de 7" 1. «Close to Me» 2. «A Man Inside My Mouth» | Sencillo de 12" 1. «Close to Me» [Extended] 2. «A Man Inside My Mouth» 3. «Stop Dead» |

### Remix
| Sencillo de 7" 1. «Close to Me» (Closest Mix) 2. «Just Like Heaven» (Dizzy Mix) Sencillo de 12" 1. «Close to Me» (Closer Mix) 2. «Just Like Heaven» (Dizzy Mix) 3. «Primary» (Red Mix) | CD 1. «Close to Me» (Closest Mix) 2. «Just Like Heaven» (Dizzy Mix) 3. «Primary» (Red Mix) CD Edición limitada 1. «Close to Me» (Closer Mix) 2. «Just Like Heaven» (Dizzy Mix) 3. «Why Can't I Be You» (Extended Mix) - Con esta edición se incluyó un póster |

## Posicionamiento en listas y certificaciones
| Listas (1985-1986)                    | Mejor posición |
| ------------------------------------- | -------------- |
| Alemania (Offizielle Deutsche Charts) | 49             |
| Australia (Kent Music Report)         | 7              |
| Bélgica (Flandes) (Ultratop 50)       | 30             |
| Estados Unidos (Hot Dance Club Songs) | 32             |
| Francia (SNEP)                        | 17             |
| Irlanda (IRMA)                        | 19             |
| Nueva Zelanda (Recorded Music NZ)     | 45             |
| Países Bajos (Dutch Top 40)           | 21             |
| Países Bajos (Mega Single Top 100)    | 16             |
| Reino Unido (Official Charts Company) | 24             |

| Lista (1990–1991)                     | Mejor posición |
| ------------------------------------- | -------------- |
| Alemania (Offizielle Deutsche Charts) | 49             |
| Australia (ARIA)                      | 55             |
| España (AFYVE)                        | 18             |
| Estados Unidos (Billboard Hot 100)    | 97             |
| Estados Unidos (Dance Singles Sales)  | 44             |
| Eurochart Hot 100                     | 47             |
| Irlanda (IRMA)                        | 4              |
| Nueva Zelanda (Recorded Music NZ)     | 27             |
| Portugal (AFP)                        | 8              |
| Reino Unido (UK Singles Chart)        | 13             |

### Certificaciones
| Territorio  | Organismo certificador | Certificación | Ventas certificadas | Ref.   |
| ----------- | ---------------------- | ------------- | ------------------- | ------ |
| España      | PROMUSICAE             | Oro           | 30 000              | [ 23 ] |
| Italia      | FIMI                   | Oro           | 25 000              | [ 24 ] |
| Reino Unido | BPI                    | Platino       | 600 000             | [ 25 ] |

## Músicos
The Cure
- Robert Smith: voces y sintetizador
- Porl Thompson: sintetizador
- Simon Gallup: bajo
- Laurence Tolhurst: sintetizador y caja de ritmos
- Boris Williams: batería

Músico de sesión
- Ron Howe: saxofón

## Otras versiones
- Matthieu Chédid grabó una versión del tema para su álbum Je dis aime de 1999. La letra de la canción fue traducida al francés, a excepción de la línea "close to me".[26]
- La canción fue versionada por The Get Up Kids y aparece en su álbum recopilatorio Eudora.